# کاریتاون (میسوری)
کاریتاون (به انگلیسی: Carytown) یک روستا (ایالات متحده آمریکا) در ایالات متحده آمریکا است که در شهرستان جاسپر، میزوری واقع شده‌است.
 کاریتاون ۳۷٫۳۸ کیلومتر مربع مساحت و ۲۷۱ نفر جمعیت دارد و ۲۸۱ متر بالاتر از سطح دریا واقع شده‌است.